# Innocent (Fuel)
Innocent è un singolo del gruppo musicale statunitense Fuel, pubblicato il 5 dicembre 2000 come secondo estratto dal secondo album in studio Something Like Human.